# Kleptochthonius crosbyi
Espèce
Synonymes
- Apochthonius crosbyi Chamberlin, 1929

Kleptochthonius crosbyi est une espèce de pseudoscorpions de la famille des Chthoniidae.

## Distribution
Cette espèce est endémique des États-Unis. Elle se rencontre en Caroline du Nord dans le comté de Yancey et au Kentucky dans le comté de Breathitt.

## Description
Le mâle décrit par Malcolm et Chamberlin en 1961 mesure 1,29 mm et la femelle 1,45 mm.

## Étymologie
Cette espèce est nommée en l'honneur de Cyrus Richard Crosby.

## Publication originale
- Chamberlin, 1929 : On some false scorpions of the suborder Heterosphyronida (Arachnida - Chelonethida). Canadian Entomologist, vol. 61, p. 152-155.